# Crise politique de 2022 au Pakistan

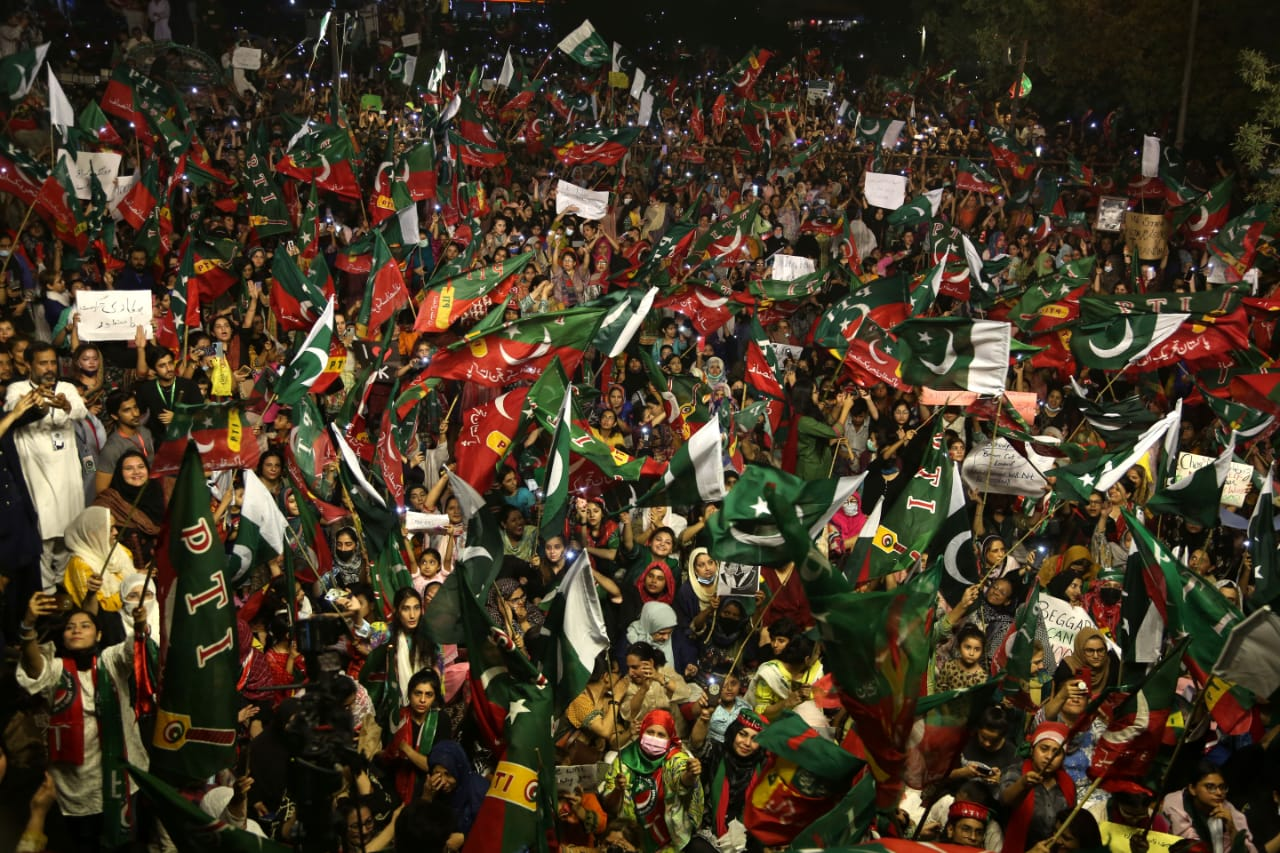
Manifestation en faveur d'Imran Khan, le 11 avril 2022.

La crise politique de 2022 au Pakistan débute lorsque le Premier ministre Imran Khan perd sa majorité absolue à l'Assemblée nationale en mars 2022 et se transforme en crise constitutionnelle. Le 3 avril, le vice-président de l'Assemblée nationale Qasim Khan Suri (en) refuse de mettre au vote une motion de censure contre le Premier ministre déposée par l’opposition. Dans la foulée, le président de la République Arif Alvi dissout l'Assemblée nationale sur conseil du Premier ministre et convoque des élections anticipées.
Le 7 avril, la Cour suprême déclare inconstitutionnelle la décision du vice-président de l'Assemblée nationale et restaure cette dernière, grâce à laquelle l'opposition espère prendre le contrôle du gouvernement. Le 10 avril, Imran Khan devient le premier chef du gouvernement à être démis de ses fonctions par une motion de censure. Le lendemain, le chef de l'opposition Shehbaz Sharif est élu par l'Assemblée pour le remplacer.

## Contexte

### Victoire du PTI aux législatives de 2018 et formation du gouvernement

Composition de l'Assemblée nationale après les élections de 2018, avec le parti d'Imran Khan en rouge.

Pour les élections législatives de 2018, le Mouvement du Pakistan pour la justice (PTI) fait partie des deux favoris avec le pouvoir sortant de la Ligue musulmane du Pakistan (N). Imran Khan établit d'ailleurs à l'occasion de celles-ci un virage plus conservateur, indiquant par exemple vouloir sauvegarder la loi interdisant le blasphème,. Ses opposants lui reprochent de vouloir ainsi s'attirer le vote des conservateurs religieux. En revanche, son programme accorde une place signifiative à l'écologie et il promet des investissements dans l'éducation et la santé.
Durant la campagne, le clan Sharif accuse la puissante armée pakistanaise de comploter contre lui et de favoriser le PTI, alors que certains médias et fonctionnaires notent une répression contre le parti sortant et dénoncent des censures,. Le 25 juillet, il arrive largement en tête des législatives mais sans obtenir de majorité absolue, bien que ses rivaux dénoncent des fraudes électorales. Il entame alors des négociations pour former un gouvernement de coalition avec des petits partis et des indépendants.
Le 30 juillet, le PTI annonce avoir trouvé un accord en vue de former un gouvernement de coalition, ralliant des candidats indépendants, la Ligue musulmane du Pakistan (Q), le Parti baloutche Awami et la Grande alliance démocratique ainsi que le Mouvement Muttahida Qaumi,. Imran Khan reçoit le 17 août l'investiture de l'Assemblée nationale par 176 voix favorables, soit quatre de plus que la majorité requise. En arrivant au pouvoir, il interrompt l'alternance traditionnelle entre le Parti du peuple pakistanais et les factions de la Ligue musulmane du Pakistan, notamment celle de Nawaz.

### Contestation d'Imran Khan par l'opposition

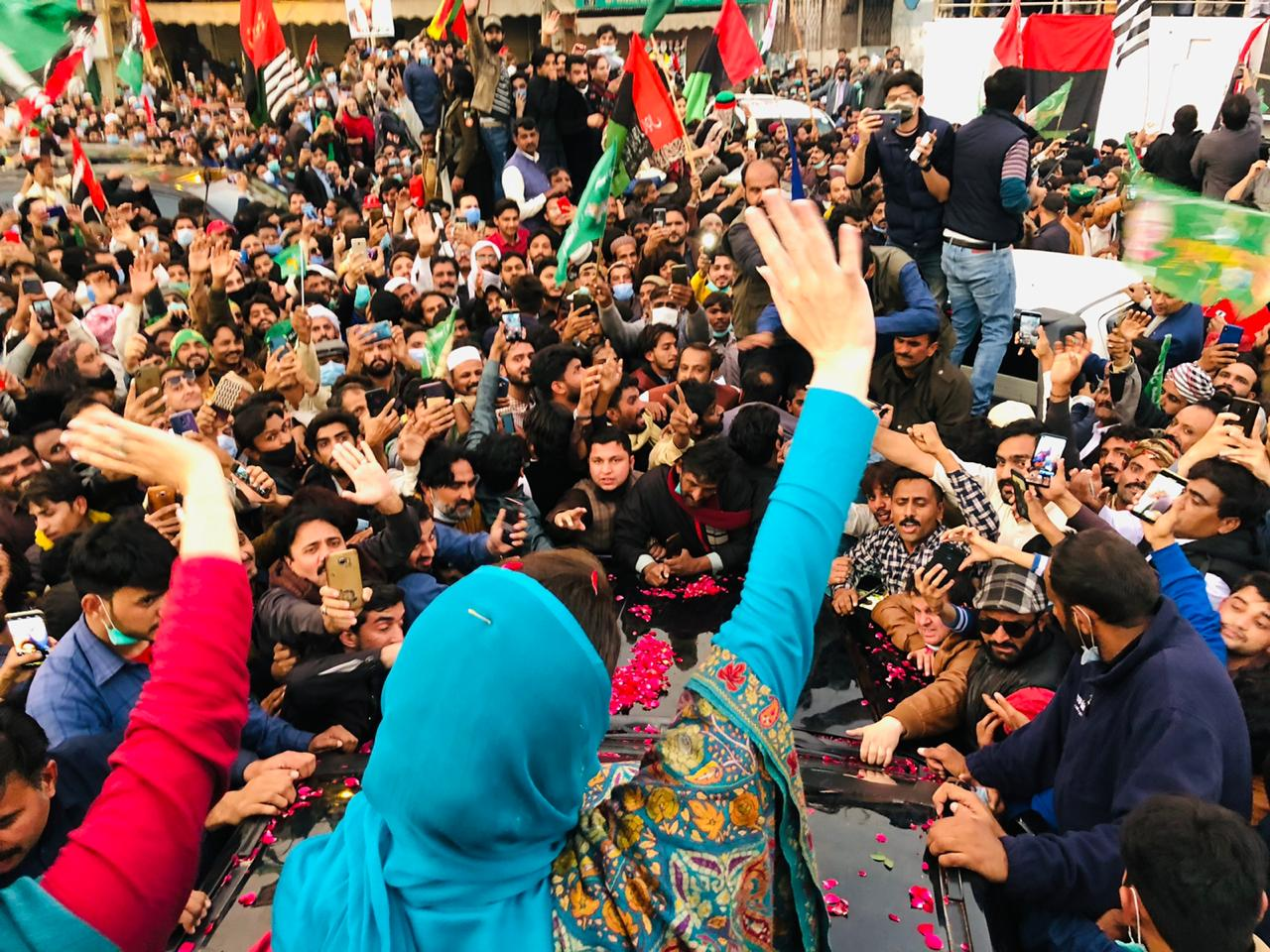
Maryam Nawaz Sharif lors du rassemblement de Multan.

Fazal-ur-Rehman, dirigeant du parti islamiste JUI-F prend la tête d'une manifestation anti-gouvernementale de 20 000 partisans en novembre 2019. Le 20 septembre 2020, le Mouvement démocratique pakistanais est fondé par la Ligue musulmane du Pakistan (N) et le Parti du peuple pakistanais (PPP) ainsi que neuf autres partis de l'opposition parmi ses membres. Fazal-ur-Rehman est nommé à la tête de l'alliance, un choix consensuel alors qu'il évite de choisir entre les deux principaux partis.
Le mouvement mène différentes actions à travers les quatre provinces du pays, souvent dirigées par le chef du PPP Bilawal Bhutto Zardari et la vice-présidente de la Ligue Maryam Nawaz Sharif. Son premier rassemblement le 16 octobre 2020 à Gujranwala regroupe jusqu'à 60 000 sympathisants dans le stade de la ville. Un second rassemblement mené le 18 octobre à Karachi réunit entre 60 000 personnes selon les autorités et 150 000 selon le PPP,. Le mouvement rassemble ensuite près de 20 000 personnes à Quetta le 25 octobre, sous la surveillance de 5 000 policiers,. Le 22 novembre, c'est à Peshawar que le mouvement mène sa quatrième action en revendiquant 100 000 participants. Le 30 novembre, un nouveau rassemblement à Multan est mené par Maryam Nawaz et Asifa Zardari, sœur de Bilawal.
Le mouvement démocratique pakistanais critique le pouvoir exorbitant des militaires au Pakistan, réclame des élections anticipées en 2021 et le départ du gouvernement d'Imran Khan, « choisi par l'armée » selon l'alliance. Il dénonce des fraudes lors des élections législatives de 2018. Si selon les observateurs internationaux, les militaires n'ont pas directement interféré dans le processus de vote, de nombreux analystes estiment qu'ils ont activement soutenu certains partis et isolé leurs détracteurs. Dans une charte en douze points, le mouvement demande notamment l'indépendance du Parlement et de la justice, la liberté de la presse, une réforme électorale et la fin de l'interférence de l'armée.
Imran Khan dénonce le mouvement comme un chantage de ses dirigeants, qui chercheraient selon lui à échapper aux poursuites pour corruption et à obtenir une amnistie, à l'instar de l'ordonnance nationale de réconciliation de 2007. Le clan Sharif, dont Nawaz Sharif, son frère Shehbaz Sharif et sa fille Maryam Nawaz Sharif font ainsi l'objet de poursuites depuis les révélations des Panama Papers, alors que le premier est en « exil » à l'étranger et le second emprisonné.

### Effondrement de la coalition au pouvoir

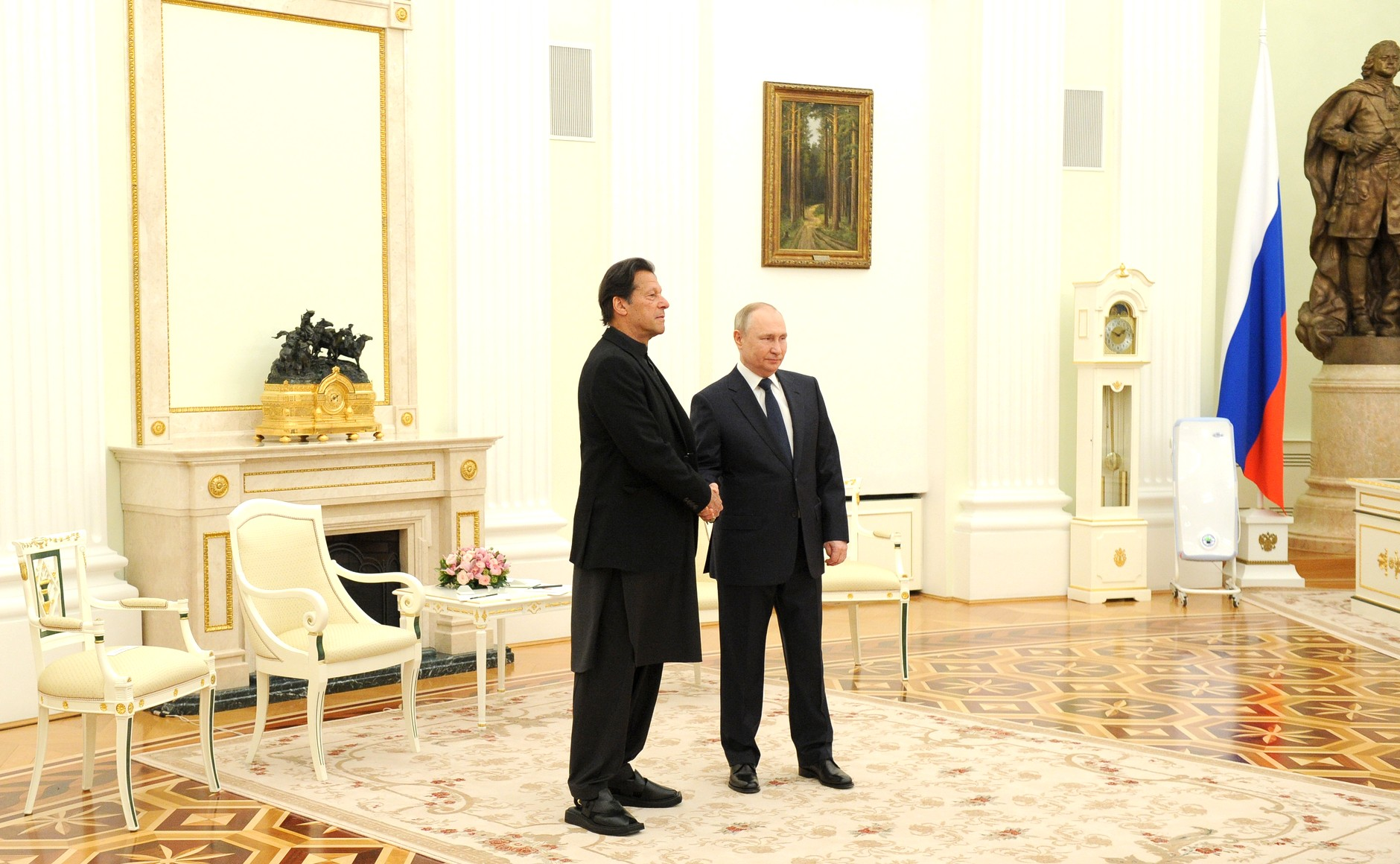
Imran Khan et Vladimir Poutine, le 24 février 2022.

Dans le contexte d'une crise économique persistante, le gouvernement du Premier ministre Imran Khan, élu après les élections de 2018, fait face à des critiques de plus en plus virulentes de la part de ses partenaires de coalition. Le 27 mars 2022, l'unique député du Jamhoori Wattan annonce quitter la coalition gouvernementale. Le lendemain, quatre des cinq députés du Parti baloutche Awami, un allié clé du parti au pouvoir, annoncent à leur tour rejoindre les rangs de l'opposition. Le 30 mars, les sept élus du Mouvement Muttahida Qaumi et ses deux ministres fédéraux quittent également l'alliance.
Imran Khan accuse l'opposition d'être manipulée par les États-Unis, qui lui reprocherait sa visite à Vladimir Poutine en Russie le 24 février 2022, premier jour de l'invasion russe de l'Ukraine en 2022, ainsi que sa neutralité dans le conflit. Il met notamment en avant une prétendue « lettre de menace » envoyée par des diplomates américains indiquant que les relations entre les deux pays dépendront du résultat de la motion de censure. Les États-Unis démentent toute ingérence. L'opposante Maryam Nawaz Sharif dénonce un faux du Premier ministre, qui chercherait à s'attirer les faveurs de l'opinion publique en se posant comme le défenseur des intérêts nationaux.

## Déroulement

### Tentative de censure du gouvernement

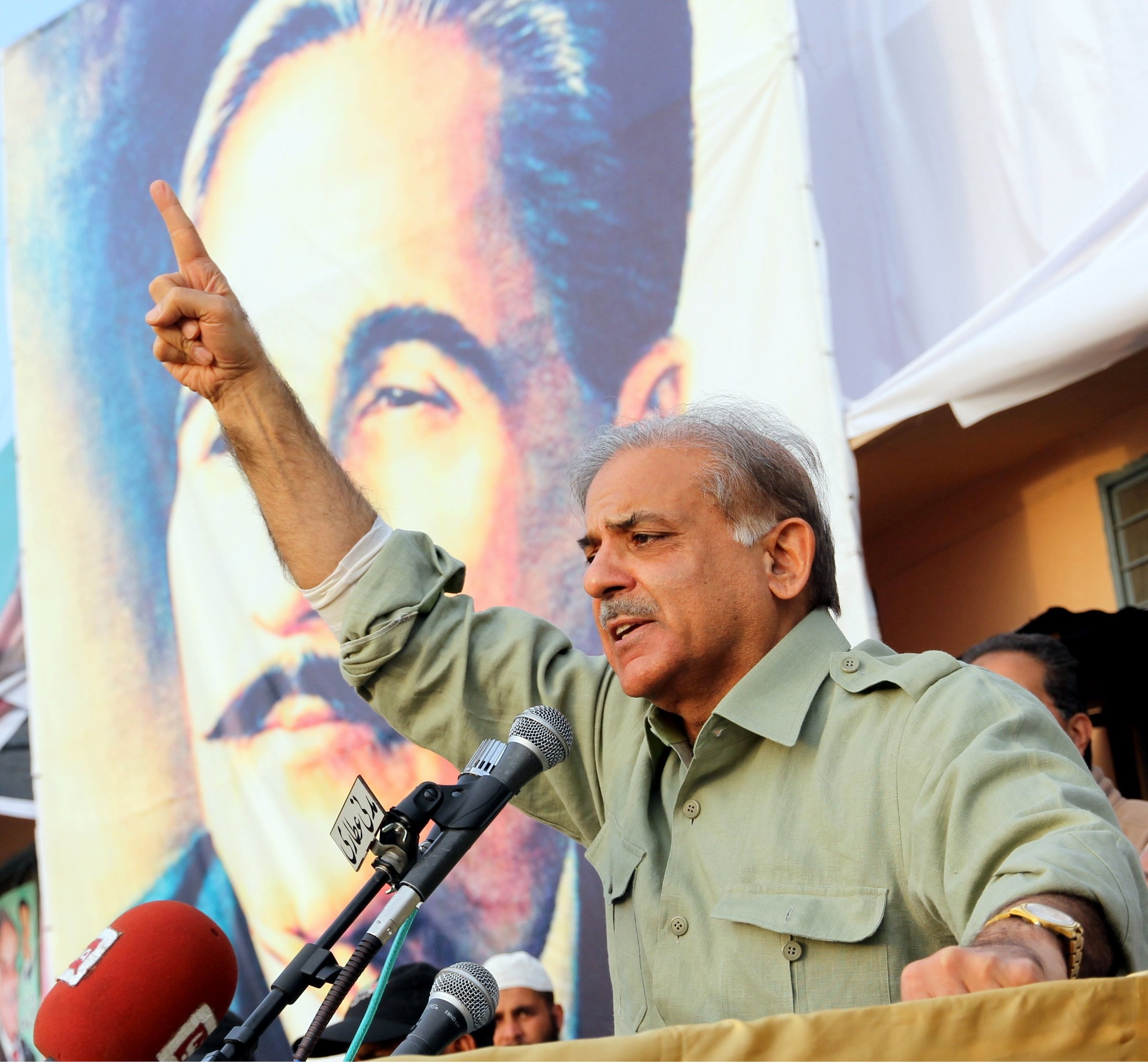
Shehbaz Sharif, chef de l'opposition à l'Assemblée nationale.

Le 28 mars, 161 députés de l'opposition menés par leur chef à l'Assemblée nationale Shehbaz Sharif déposent une demande de censure contre le gouvernement. Le 3 avril, au début de la session de l'Assemblée nationale, le ministre de l'Information Fawad Chaudhry a pris la parole en déclarant que la loyauté envers l'État était le devoir fondamental de tout citoyen en vertu de l'article 5 de la Constitution. Il a réitéré les affirmations antérieures d'Imran Khan selon lesquelles un complot étranger avait été ourdi pour renverser le gouvernement. Chaudhry a ensuite appelé le vice-président à décider de la constitutionnalité de la motion de censure. Par conséquent, Suri a qualifié la motion de violation de l'article 5 de la Constitution en raison d'un « complot étranger » à l'appui de la motion. Peu de temps après, Khan, dans un discours à la nation, a annoncé qu'il avait conseillé au président Arif Alvi de dissoudre les assemblées à la suite du rejet de la motion de censure à son encontre. Ainsi, le même jour, le Président a dissous l'Assemblée nationale en vertu de l'article 58 de la Constitution.
Le 4 avril, le Secrétariat du gouvernement a publié une notification indiquant qu'Imran Khan avait « cessé d'occuper le poste de Premier ministre du Pakistan avec effet immédiat ». Cependant, selon une notification publiée par le bureau du président le même jour, Imran Khan continuera d'exercer ses fonctions de Premier ministre jusqu'à la nomination d'un premier ministre par intérim.

### Décision de la Cour suprême
La décision de dissoudre l'assemblée est particulièrement controversée en raison de la mention explicite dans l'article 58 du fait qu'un Premier ministre « contre lequel un avis de résolution de vote de défiance a été donné à l'Assemblée nationale mais n'a pas été voté » n'a pas le pouvoir mentionné ci-dessus de conseiller au Président de révoquer l'Assemblée. Plus tard dans la journée, un banc de trois membres de la Cour suprême comprenant le juge en chef du Pakistan Umar Ata Bandial (en) ainsi que les juges Ijazul Ahsan (en) et Muhammad Ali Mazhar (en) a déclaré que la juridiction examinerait les actions du vice-président. Le même jour, la coalition d'opposition du Mouvement démocratique pakistanais a tenu une session non-officielle à l'Assemblée nationale après que la chambre a été ajournée et a passé le vote de défiance contre Imran Khan, le déclarant réussi avec 197 voix pour 172 nécessaires.
La Cour suprême examine du 3 au 7 avril un recours déposé par l'opposition. Le 7 avril, elle déclare inconstitutionnelle le rejet de la motion de censure et invalide par conséquent la dissolution, à l'unanimité des cinq juges. La Cour ordonne également à l'Assemblée nationale de se réunir le 9 avril pour voter la motion de censure,.

### Renversement d'Imran Khan

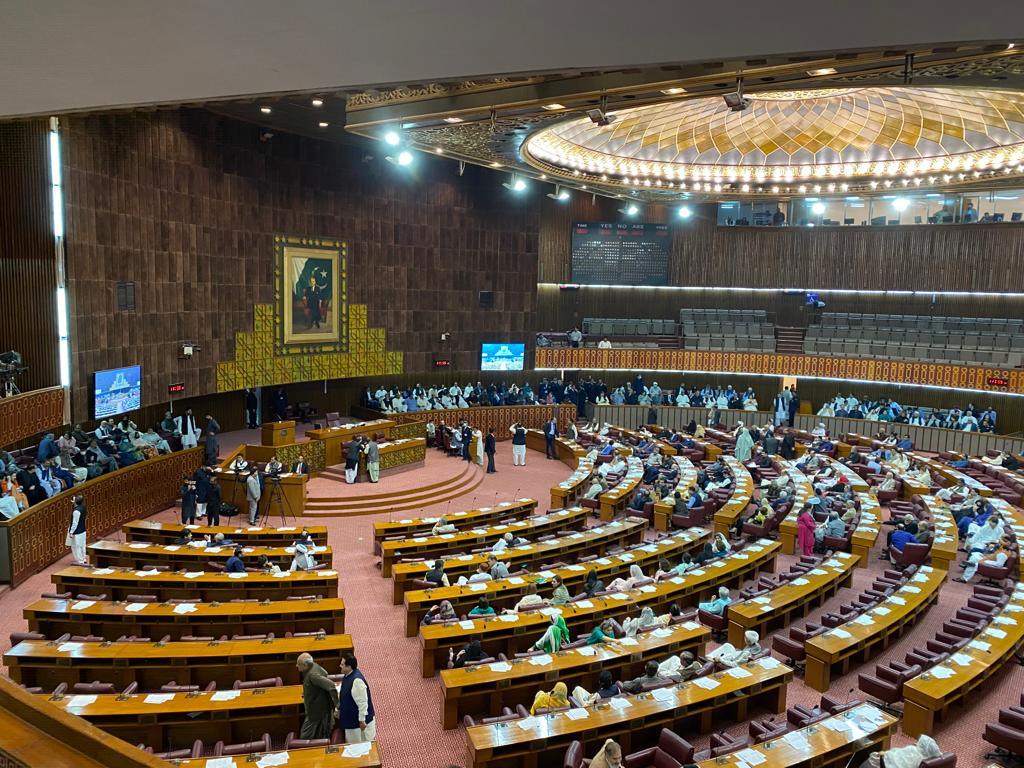
Session de l'Assemblée nationale.

Imran Khan est finalement renversé par la motion de censure, votée le lendemain peu après minuit par 174 députés, soit deux voix de plus que le minimum requis. Ce vote fait suite à la démission du président et du vice-président de l'Assemblée. Alors que la session chaotique avait débuté la veille à 10 heures du matin, elle a été ajournée à plusieurs reprises, alors que des députés des deux camps se sont échangé des invectives et que des ministres ont retardé le vote par des discours-fleuve en guise d'obstruction parlementaire,.
L'ex-premier ministre est cependant toujours populaire auprès de larges pans de la population, et ceux-ci se rassemblent à la demande de l'homme politique.

## Conséquences

### Formation d'un nouveau gouvernement
L'Assemblée nationale se réunit dès le 11 avril pour élire un nouveau Premier ministre. Shehbaz Sharif se présente pour succéder à Imran Khan en tant que candidat commun de l'opposition. Face à lui, le ministre des Affaires étrangères d'Imran Khan, Shah Mehmood Qureshi, tente de lui faire barrage. Finalement, les soutiens d'Imran Khan boycottent massivement la session, au cours de laquelle Shehbaz Sharif est élu sans opposition avec 174 voix en sa faveur, sur un total de 342 sièges, soit deux de plus que la majorité absolue.